# Orange Juice
Orange Juice fue un grupo musical escocés de post-punk fundado en Glasgow en el año 1976 bajo el nombre de Nu-Sonics, que cambiarían tres años después. El 19 de febrero de 1985 anunciaron su separación, siendo hasta entonces su mayor éxito el sencillo Rip It Up, que alcanzó el octavo puesto en la lista de éxitos británica en febrero de 1983. La crítica los valora como los precursores del indie pop británico de la década de los noventa.

## Biografía
Edwyn Collins (guitarra y voz), David McClymont (bajo), James Kirk (guitarra y voz) y Steven Daly (batería) ofrecieron su primer concierto como Nu-Sonics en enero de 1978, dos años después de la fundación del grupo, que cambiaría su nombre en 1979 para desligarse de la escena punk. A partir de entonces, la historia de zumo de naranja estará marcada por la inestabilidad de su formación, siendo Edwyn Collins, el compositor de la mayoría de los temas, el único estable hasta la disolución del grupo. Estas deserciones comenzarían antes incluso de que lograran grabar el primero de sus cuatro singles para el sello Postcard, Falling & Laughing, en otoño de 1979. Pocos meses antes, el batería Steven Daly había abandonado la banda, aunque finalmente le convencieron para la grabación del single.
Durante esta época Alan Horne, entonces estudiante de botánica y entusiasta seguidor del grupo, se convertiría en el mayor protector del grupo, no sólo manteniendo la unidad interna y evitando su disolución, sino también creando una discográfica, la mencionada Postcard, para que Collins y los suyos pudieran lanzar un sencillo.
Los cuatro sencillos grabados para la discográfica de Alan Horne (el ya citado y Blue Boy, Simply Thrilled Honey y Poor Old Soul) tuvieron una buena acogida, lo que contribuyó al fichaje de Orange Juice por Polydor. Para la discográfica de Horne la marcha de Orange Juice supuso una gran pérdida, ya que había conseguido incorporar a sus filas a grandes promesas (como Aztec Camera, Josef K y The Go-Betweens) e iba camino de convertirse en un gran sello.
Tras la grabación del álbum You Can't Hide Your Love Forever (1982), Malcolm Ross, exguitarrista de Josef K, se une a las filas de Orange Juice, pero la banda perderá poco después a James Kirk y Steve Daly, dos miembros que posteriormente se unirán al grupo Memphis.
Para la grabación del segundo trabajo, Rit It Up (1982), el batería Zeke Manyika se une a la formación en la primavera de 1982. Con la entrada en el grupo de este refugiado de Zimbabue, que domina plenamente el instrumento y tiene un gran sentido del ritmo, Collins encuentra un aliado perfecto para introducir un toque funk en su música y lograr suplir la partida de James Kirk, responsable de algunos temas del primer álbum del grupo y cuyas composiciones servían de contrapunto a las de Collins. Los cambios funcionaron bien, ya que Orange Juice consiguió el mayor éxito de su carrera gracias al sencillo Rit It Up, algo que no evitó que las relaciones de Collins con la compañía discográfica empeoraran.
No hubo cambios en la formación de Orange Juice para la grabación de mini-LP Texas-Fever (1983), pero la estabilidad duraría poco con la marcha tras la grabación de David McClymont y Malcolm Ross, el último de los cuales pasó a engrosar las filas de Aztec Camera.
Las bajas son cubiertas por el bajista Paul Heard y el guitarrista Frank Want (seudónimo de Jim Thirlwell), que tuvieron un paso fugaz por el grupo, dejando huella tan solo en algunas actuaciones a lo largo del año 1984 y en la grabación del single What Presence?!.
Claire Kenny (bajo) y Johnny Britten (guitarra) entran en Orange Juice para la grabación de lo que sería el último trabajo de la banda, The Orange Juice (1984). A pesar de los logros que algunos críticos vieron en este trabajo, la compañía no mostró demasiado interés en el trabajo y el disco supuso un fracaso comercial que provocó la expulsión del grupo de Polydor. Poco después, a principios del año 1985, Collins anunciaría la disolución del grupo.

## Discografía
El legado de Edwyn Collins y los suyos consiste en tres álbumes y un mini-LP, además de catorce singles con mayor o menor fortuna en las listas de éxito británicas pero con gran influencia en las bandas de pop posteriores. De entre los "trabajos mayores" de Orange Juice la crítica acogió muy bien You Can't Hide Your Love Forever y Orange Juice, así como el mini-LP Texas Fever. Aunque Rit It Up fue su mayor éxito comercial, la acogida por parte de las revistas especializadas no fue tan calurosa. Existen hasta un total de seis recopilaciones del grupo.

### Álbumes

#### You Can't Hide Your Love Forever(1982)
El primer larga duración de zumo de naranja, Your Can't Hide Your Love Forever es, según algunos críticos, el precursor del sonido 'indie'. Steve Sutherland subrayó en febrero de 1982, en un artículo aparecido en la revista Melody Maker, que probablemente éste era uno de los mejores discos jamás grabados, y aunque reconocía las limitaciones técnicas del grupo, auguraba que el trabajo contribuiría a definir una nueva era musical. "You Can't Hide Your Love Forever te hace sentir como cuando arrojas tu gorra al aire, como cuando das saltos por la calle creyendo que nadie te ve, como hiciste cuando el cartero entregó aquella felicitación de San Valentín", escribió Sutherland.
A pesar de esas limitaciones, el secreto del disco está para el crítico en la forma en la que Collins retrata las relaciones humanas, y que le llevan a destacar que Orange Juice pueden ser más cínicos que Kraftwerk, más sexys que Phil Oakey (The Human League) o más cruciales que Joy Division "simple y llanamente porque todo es muy natural".
En las notas interiores de una reedición del disco publicada en 1998, Jon Savage comenzaba reconociendo la influencia de este álbum ("podría denominarse la piedra fundacional de lo que comúnmente se denomina indie", señala), y lamenta que a pesar de esto, Orange Juice apenas estuviera presente en las listas de éxito, algo a lo que contribuyó la inestabilidad de la formación. Sobre el primer trabajo de los de Glasgow, Savage destaca su ingenio y sus melodías, e incluso lo eleva a la categoría de "manifiesto" al aunar el alma experimental del punk con el Northern Soul y la música disco. 
En el libreto de la reedición se recuerdan las declaraciones de Edwyn Collins en las que explicaba que "todo el material de You Can't Hide Your Love Forever era de la época de Postcard. Era nuestro repertorio para los conciertos. Se escribieron o embelleceron un par de cosas en el estudio, como Untitled Melody, pero la mayoría de las canciones ya habían sido presentadas en Ostrich Churchyard".
Con motivo de una reedición de la obra del grupo escocés, Danny Eccleston escribió una reseña en Q Magazine en la que, además de recordar la "limpieza" anterior, apunta que el fichaje por la multinacional también trajo consigo la sugerencia de realizar una versión de Al Green (L.O.V.E. Love). En cuanto a la valoración crítica, dieciséis años después, se alaba You Can't Hide Your Love Forever por la "encantadora" mezcla de guitarras y el romanticismo depresivo de las letras, a la vez que reclama la deuda que numerosos grupos tiene con Orange Juice.
La misma reedición fue objeto de otro artículo en la revista Vox, en la que el crítico Dele Fadele destaca la facilidad de la pluma de Edwyn Collins para las frases ingeniosas, así como su ausencia de complejos para utilizar el lenguaje a su antojo "y derribar cualquier blanco a la vista". Entre las influencias del grupo, Fadele cita a The Byrds, The Velvet Underground y Chic y, además, recuerda que Orange Juice lideró el denominado Sound Of Young Scotland (el sonido de la Escocia joven).
Get On The Good Fruit! se tituló un artículo publicado en 1998 en la revista musical New Musical Express. En él, Ted Kessler señala que, a pesar de los temores generados por el fichaje de Orange Juice por una multinacional, el grupo ofreció una obra "fresca y vibrante, una instantánea brillante del desamor adolescente". Este crítico es también de la opinión de que esta obra supone "el nacimiento del sonido ahora conocido como indie". El secreto de esta música estaba, según Kessler, en el talento de Collins y Kirk, y en su capacidad de mezclar punk, soul y el pop de los sesenta para crear un producto "glorioso".
En su número de septiembre de 2005, la revista Rockdelux publicó una revisión del grupo en la que José Manuel Caturla define este primer trabajo de Orange Juice como "ecléctico y abiertamente anti-rock, jugaba perversamente al despiste desplegando energía juvenil pero con una complicada vena arty perfectamente controlada". Añade que "las joyas se suceden sin descanso" y destaca la canción Felicity, "pop perfecto sin trampa ni cartón".
Con motivo del lanzamiento del recopilatorio The Glasgow School, publicado en 2005, Xavi Sánchez Pons sentencia en la crítica aparecida a este disco en la revista Mondosonoro que You Can't Hide Your Love Forever es el "disco inaugurador del indie pop moderno y un ensayo en clave pop del desamor y como sobrevivir al mismo".

#### Rip It Up(1982)
En noviembre de 1982, sólo nueve meses después de ver la luz su primer trabajo, Orange Juice lanzan Rit It Up, su mayor éxito comercial y en el que la nota más destacada será la integración de nuevas referencias musicales a sus canciones.
Sin embargo, a pesar del éxito entre el público, la crítica acogería con menos entusiasmo el nuevo lanzamiento de los escoceses. Así, Allan Jones tacha de exageración la afirmación hecha por Steve Sutherland en la revista Melody Maker meses antes, según la cual You Can't Hide Your Love Forever era probablemente el mejor disco de la historia. Por el contrario, en su reseña Jones defiende que la canción I Can't Help Myself "es la única evidencia del disco que demuestra que Edwyn no ha perdido completamente el contacto con la inspirada ironía que coloreaba buena parte de You Can't Hide Your Love Forever. Interpretado más profesionalmente que el primer LP, Rit it Up es también más prudente, más ortodoxo. La voz de Edwyn's sigue siendo un mundo, pero durante buena parte del disco la banda se aferra a las normas que hace un año rompían". 
Por su parte, Jon Savage explicaba en la reedición que con este trabajo Orange Juice dejaban atrás su "anteproyecto indie" a favor de una mezcla de soul, funk, electro y música africana. Asimismo, Savage reconoce la importancia que tuvo la entrada en el grupo del batería Zeke Manyika, cuyo estilo influyó notablemente en el colectivo, que se abrió totalmente a la influencia soul y probó ritmos más sincopados. Prueba de esta evolución es la canción Rit It Up, que además de ser el mayor éxito de Orange Juice les convirtió en pioneros en la utilización del Roland 303, el que luego sería el instrumento básico del acid house.
Doce años después de su lanzamiento, este trabajo tampoco consiguió levantar mucho entusiasmo entre la crítica, y Danny Eccleston, Ted Kessler y Dele Fadele lamentan en sus respectivos artículos lo mal que ha envejecido el disco. 
José Manuel Caturla tampoco sitúa Rit It Up entre lo más destacado del grupo, y sobre el disco se limita a reseñar que es "su disco más bailable y tópico. También el más irregular y sobreproducido". 

#### Texas Fever(1984)
Texas Fever es un mini-LP con seis canciones grabadas a finales de 1983, cuando el grupo comenzaba a desmoronarse. Edwyn Collins recordaría años más tarde: "En esta época David McClymont y Malcolm Ross eran inseparables. Zeke y yo éramos el bando contrario, pero su unión era mayor". 
En lo estrictamente musical, el trabajo recibió una buena acogida por parte de la revista musical New Musical Express. En marzo de 1984, una crítica firmada por Don Watson, calificó estas seis canciones como excitantes, cualidad que, a su juicio, parecía en peligro en la música pop. Además, subraya que la música "gana en complejidad, personalidad e ironía", cualidades que no afectan a la emoción. Por último, destaca que en Texas Fever el conjunto logra finalmente el equilibrio entre la guitarra de Malcolm Ross y la voz de Collins.
En la reedición de 1998, Jon Savage subraya que la música de Orange Juice se hace más fuerte en este mini-LP, del que destaca el sencillo Bridge, una tonada típica de Collins titulada A Place in my Heart y, por último, la que dice "podría ser la última canción de Orange Juice", A Sad Lament.
La crítica también acogió mejor el disco en su lanzamiento en 1998 y, así, Danny Eccleston lo calificaría de "valiente", mientras que Ted Kessler iría más lejos y tildaría de genial un trabajo en que se fundían las guitarras de Neil Young con el funk de Chic en algunas de sus canciones.
Para Caturla, las seis canciones de Texas Fever rayan la perfección, y destaca el "cambio de rumbo" de Orange Juice, que ahora se muestran más rock. Este crítico destaca las composiciones de Collins A Sad Lament, A Place In My Heart y Bridge, "un sobresaliente ejercicio de funk-rock con clase y melodía". 

#### The Orange Juice(1984)
También conocido The Thrid Album (el tercer álbum), The Orange Juice es considerado como el álbum más personal de Edwyn Collins, casi el avance de su carrera en solitario, cualidad conseguida gracias a las desavenencias internas que, tres meses después del lanzamiento del disco, provocarían la separación del grupo. En este trabajo está el single preferido de Collins, What Presence?!.
La acogida por parte de la prensa musical fue positiva. La revista Melody Maker publicaba en noviembre de 1984 una reseña de Steve Sutherland, crítico que, al igual que ocurrió con You Can't Hide Your Love Forever, se muestra entusiasmado con el grupo de Glasgow, y afirma que "The Orange Juice es ya mi disco favorito de soul blanco". A su juicio, en su último disco el grupo consiguió por primera vez armonizar con acierto sus características: sus "rarezas", su entuasiasmo y sus clichés. Así, Sutherland vuelve a sentenciar que The Orange Juice "está lleno de canciones que merecen ser catalogadas como clásicas". Por supuesto, Sutherland también alabó en su día la habilidad de la pluma de Collins y sus dobles sentidos ("¿está cantando sobre el amor o sobre su carrera?", se pregunta), y cita la canción I'm Guess I'm Just a Little Too Sensitive como paradigma. The Orange Juice "es puro Orange Juice (zumo de naranja), sin conservantes", concluye la reseña.
Por su parte, Savage destacó en 1998 la amargura de las piezas que conforman el tercer largo de los escoceses y rescata unas declaraciones de Collins en las que el cantante que recuerda que "por aquella época Polydor había dado a Zeke Manyika la oportunidad de grabar un disco en solitario en el que desarrollar sus raíces africanas. Estaba simultaneando las dos grabaciones, así que el disco se convirtió en mi primer trabajo en solitario, con la contribución de Zeke limitada a tocar la batería". Más adelante, Collins reconoce que "a veces pienso que es el mejor álbum", pero matiza que no tiene la vitalidad del primero y, en cuanto a las letras, Edwyn Collins confiesa que para I Guess I'm Just a Little Too Sensitive se inspiró en Morrissey y James Kirk. Por último, Jon Savage insiste en el tímido apoyo que la discográfica prestó a la banda.
Danny Eccleston también criticaría la "patética distribución" que en su día tuvo un disco que olía a fin y que tenía exceso de sacarmo, pero del que destaca piezas magistrales como What Presence?!. Ted Kessler coincide en citar esta canción, junto con Salmon Fishing In New York, como una de las más destacadas. El crítico de New Musical Express también subraya la amargura del disco, pero añade que el sonido conseguido en su último disco fue el más completo.
Por último, en el artículo de Rockdelux José Manuel Caturla indica que este trabajo contiene "la destilación más refinada de la exuberancia rock de Orange Juice".

### Sencillos
| Título                | Año  | Puesto alcanzado en UK |
| Falling and Laughing  | 1980 |                        |
| Blue Boy              | 1980 |                        |
| Simply Thrilled Honey | 1980 |                        |
| Poor Old Soul         | 1981 |                        |
| Wan Light             | 1981 |                        |
| L.O.V.E. Love         | 1981 | 65                     |
| Felicity              | 1982 | 63                     |
| Two Hearts Together   | 1982 | 60                     |
| I Can't Help Myself   | 1982 | 42                     |
| Rit it Up             | 1983 | 8                      |
| Flesh of my Flesh     | 1983 | 41                     |
| Bridge                | 1984 | 67                     |
| What Presence?!       | 1984 | 47                     |
| Lean Period           | 1984 | 74                     |

### Recopilaciones
In A Nutshell
Recopilatorio publicado en 1985 con una toma en directo del tema Poor Old Soul.
The Esteemed - The Very Best Of Orange Juice
Edwyn Collins se encargó de la selección de esta recopilación publicada en el año 1992.
Ostrich Churchyard
También en el año 1992 el sello Postcard sacó a la luz las demos del primer disco de Orange Juice. Incluye inéditos como Texas Fever o Holiday Hymn.
The Heather's on Fire
Disco publicado por Postcard en 1993 para completar la recopilación anterior. Reúne los cuatro primeros singles y varias sesiones para la BBC.
A Casual Introduction 1981/2001
El sello Setanta saca a la luz en 2002 esta recopilación con temas tanto de Orange Juice como de Collins en solitario.
The Glasgow School
El sello Domino editó en 2005 esta nueva recopilación, que suma a los temas de Ostrich Churchyard los cuatro singles lanzados en Postcard más una canción inédita, Blokes On 45.
Fuente: "Vitamina Collins: Funky Glasgow Now!". José Manuel Caturla. Rockdelux 232, septiembre de 2005. Páginas 16 y 17.